# Stefanowo (powiat kościerski)
Stefanowo – osada  w Polsce, położona w województwie pomorskim, w powiecie kościerskim, w gminie Liniewo. 
Miejscowość pogranicza kaszubsko-kociewskiego, stanowi sołectwo Stefanowo, w którego skład wchodzi również osada Milonki.
Na południowym wschodzie znajduje się rezerwat leśny Brzęczek.
W latach 1975–1998 miejscowość położona była w województwie gdańskim.